# Шутов, Игорь Васильевич
Игорь Васильевич Шутов (22 июня 1929, Воронеж — 23 февраля 2025) — советский и российский учёный-лесовод, член-корреспондент РАСХН (1993), член-корреспондент РАН (2014).

## Биография
Родился 22.06.1929 г. в Воронеже. Окончил Хреновский лесной техникум (1946) и Ленинградскую лесотехническую академию (1951).
Вся трудовая и научная деятельность связана с Ленинградским (Санкт-Петербургским) НИИ лесного хозяйства: аспирант, младший научный сотрудник, заведующий лабораторией гербицидов, заместитель директора по научной работе, с 1999 г. — главный научный сотрудник.
Скончался 23 февраля 2025 года.

## Научные интересы
- формирование новых поколений леса на сплошных вырубках;
- изменение состава лесных ценозов с помощью химических средств;
- повышение продуктивности таежных лесов;
- ускоренное (плантационное) выращивание леса.

## Награды и звания
Доктор с.-х. наук (1972), профессор (1983), член-корреспондент РАСХН (1993), член-корреспондент РАН (2014).
Заслуженный лесовод РСФСР (1991).
Награждён двумя орденами «Знак Почёта» (1966, 1977), медалью «Ветеран труда».

## Из библиографии
Опубликовал более 100 научных трудов, в том числе 4 монографии.
Книги:
- Химический метод уничтожения сорных кустарников и деревьев / соавт.: П. А. Самгин и др. — М.: Колос, 1964. — 216 с.
- Лесные плантации: ускорен. выращивание ели и сосны / соавт.: Е. Л. Маслаков, И. А. Маркова. — М.: Лесн. пром-сть, 1984. — 246 с.
- Применение гербицидов и арборицидов в лесовыращивании: справ. / соавт.: В. П. Бельков и др. — М.: Агропромиздат, 1989. — 224 с.
- Труды Санкт-Петербургского научно-исследовательского института лесного хозяйства. Вып. 6(10): Разрушение и восстановление лесного хозяйства России = Devastation and renascence of forestry in Russia. — СПб., 2003. — 167 с.
- Плантационное лесоводство / соавт.: И. А. Маркова и др.; С.-Петерб. НИИ лесн. хоз-ва. — СПб., 2007. — 364 с.
- Вехи лесного хозяйства России. — СПб.: Изд-во Политехн. ун-та, 2012. — 283 с.